# Río Catán Lil
El río Catan Lil (en mapudungum: peñascos agujereados) es un curso de agua dentro del departamento Catan Lil en la provincia del Neuquén, Argentina.

## Curso
El río nace en la precordillera Neuquina, precisamente en el llamado Sierra del Chachil o Cordón del Chachil, de la unión de los arroyos Chachil y Lanqueo y luego recorre por aproximadamente 65 kilómetros el departamento Catan Lil por el que recoge agua de numerosos arroyos tales como el Catalún, Limenco, Casa de Lata, Las Coloradas y Centro.
Al juntarse con el río Aluminé, se transforma en el río Collón Curá. En su curso atraviesa la localidad de Las Coloradas.

## Aprovechamiento
En sus aguas se puede practicar la pesca deportiva obteniéndose presas de la familia salmonidae, principalmente la trucha arco iris. 